# 2022년 AFC 여자 아시안컵 선수 명단
이 문서에서는 2022년 AFC 여자 아시안컵의 선수 명단을 정리한다.